# ري كيتهارا
ري كيتهارا (باليابانية: 北原里英؛ بالكانا: きたはら りえ) هي مؤدية صوت وممثلة يابانية، ولدت في 24 يونيو 1991 في إيتشينوميا في اليابان.

## وصلات خارجية
- ري كيتهارا على موقع IMDb (الإنجليزية)
- ري كيتهارا على موقع ميوزك برينز (الإنجليزية)
- ري كيتهارا على موقع قاعدة بيانات الفيلم (الإنجليزية)